# Aepocerus simplex
Aepocerus simplex är en stekelart som beskrevs av Mayr 1885. Aepocerus simplex ingår i släktet Aepocerus och familjen fikonsteklar. Inga underarter finns listade i Catalogue of Life.